# Spialia therapne
Spialia therapne е вид пеперуда от семейство Hesperiidae. Видът не е застрашен от изчезване.

## Разпространение и местообитание
Разпространен е в Италия (Сардиния) и Франция (Корсика).
Обитава ливади, храсталаци и степи.

## Описание
Популацията на вида е стабилна.